# Irkutsks vattenkraftverk

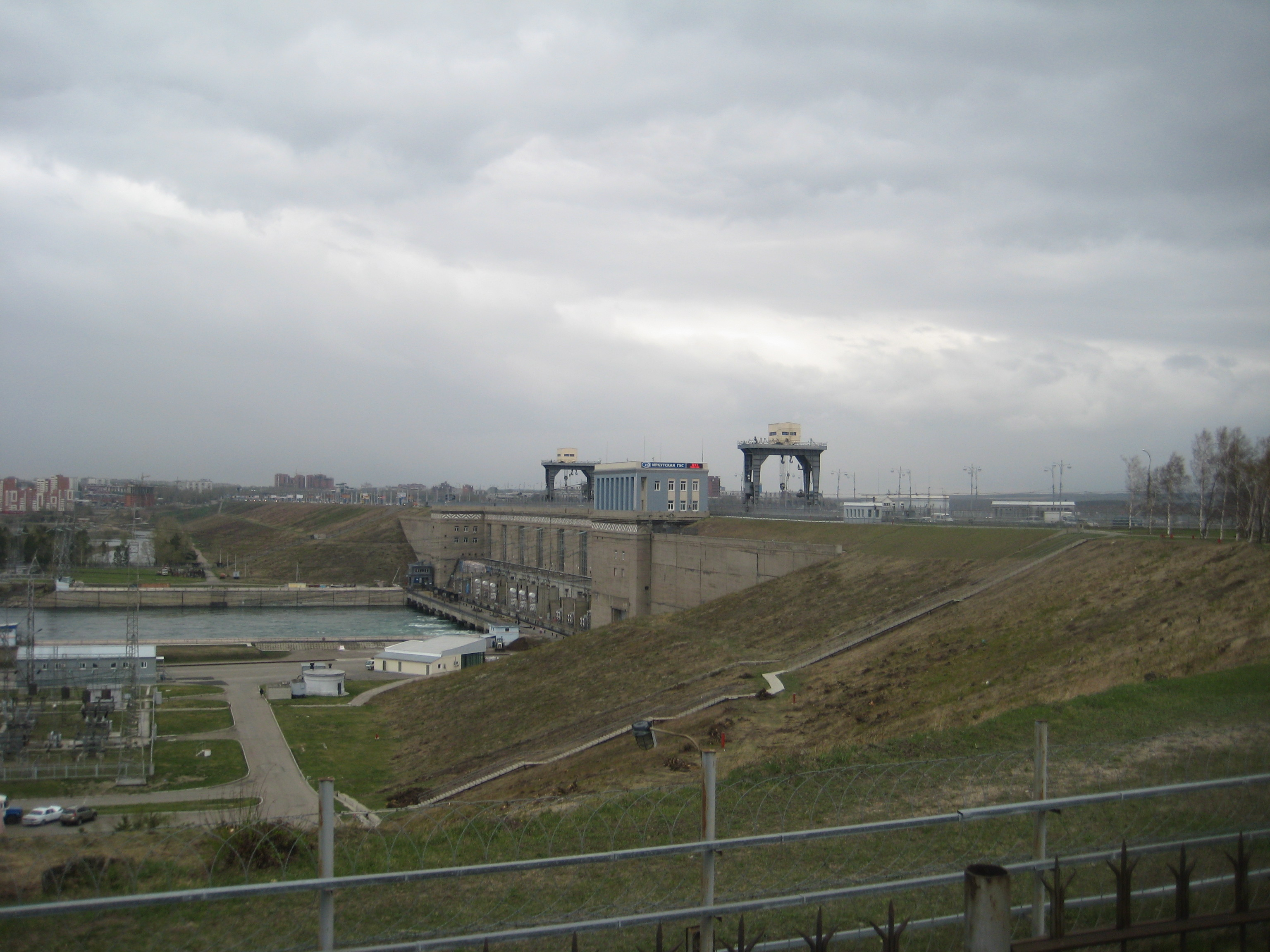
Irkutsks vattenkraftverk

Irkutsks vattenkraftverk är en stenfylld damm i floden Angara med en kraftstation. Det ligger vid Irkutsk i Irkutsks oblast i Sibirien i Ryssland.

## Historik
Utredningar för att exploatera floden Angara påbörjades 1930. År 1935 framlades förslag om att bygga ett vattenkraftverk vid Angaras övre lopp i ett seismiskt aktivt område. Beslut om genomförande fattades 1949. Grundstenen lades 1954 och floden skars av 1956 för att fylla dammen. Kraftverket kom igång i december 1956.
Det tog sju år att fylla dammen, vilket höjde ytan på Bajkalsjön med 1,4 meter och lade 138 600 hektar mark under vatten. Detta medförde att 208 orter påverkades och 17 000 människor fick flytta. 

## Vattenkraftverket
Kraftverket ligger i en 240 meter lång och 77 meter bred betongbyggnad. Det har åtta generatorer, var och en med en effekt på 82,8 MW, vilket ger en sammanlagd effekt på 662,4 MW. Den årliga produktionen är genomsnittligt 4,1 GWh. Elektricitet levereras bland annat till Irkutsks aluminiumsmältverk i Sjelechov.